# エドワード・ゴードン・クレイグ
エドワード・ゴードン・クレイグ（Edward Gordon Craig, 1872年-1966年）は、英国の演出家、装置家、理論家。女優エレン・テリーと建築家エドワード・ウィリアム・ゴドウィンの間に生まれ、16歳の時初めて俳優として舞台に立った。1900年にパーセルのオペラ「ディドーとアエネアス」で演出に転じる。1911年にはモスクワ芸術座で「ハムレット」を演出(モスクワ芸術座版ハムレット)、スタニスラフスキーと協働。
著作に「演劇芸術論」、またその中の13編から9編を選んで日本語に翻訳したものに「俳優と超人形」がある。彼の著作では言っていることが矛盾している等の特徴があげられる。また1908年から1929年まで、演劇雑誌「マスク」を記した。

## 概要
1903年エレン・テリー劇団で演出を行う。しかし劇団員から強い不満があった。(当時イギリスでは稽古が三日程度で、クレイグが思い描くものを作れなかった)その後同年、トラファルガーに演劇学校を開こうとするも、失敗。そして1904年に行き詰まりを感じ、ベルリンへ行く。12月に舞踊家のイサドラ・ダンカンと出会い恋愛関係に。
1906年、クレイグはフィレンツェへ向かう。アルノ川近くに1818年に建てられたアレーナ・ゴルドーニと呼ばれる大型野外劇場が放置されていたため、ここに演劇学校を建てる決意をする。そして1908年に賃貸契約を結びここを活動の本拠地に。また同年ダンカンの仲介でスタニスラフスキーと知り合う。
またこの間、1904年オットー・ブラームとの『救われたヴェニス』や1905年ラインハルトとの『あらし』『マクベス』など外国演劇人との共同で名声が広がった。
演劇学校の資金繰りは妻エレナの協力もあったものの、難航していた。しかしクレイグに理解を示したイギリスのハワード・ド・ウォルデン卿が出資をすることに。そして1913年2月27日にアレーナ・ゴルドーニ開校宣言がなされた。クレイグは小手先の技術を教えるよりも、演劇を構成する本質的要素の研究を望んでいた。また生徒はいたもののクレイグは教えることが出来なかったため授業は無かった。しかしフィレンツェには多くの書店があり、改築された図書館は博物館並みであった。
約1年後の1914年、クレイグは閉校を決意する。これには世界大戦開始による資金不足、クレイグが教えられないことなどの理由があった。そしてクレイグはこれを境に演劇の現場と関わることが少なくなっていった。

## クレイグの思想と超人形
クレイグは演技は芸術でないとしている。その理由は芸術とは計算できる素材でのみで作られるものであるからである。しかし、人間の本性は自由を求める傾向があり、つまり演劇の素材には役に立たないということである。それをクレイグは偶然が重なってできる伏魔殿であると表現している。
近代演劇は身体を素材としているため、=偶然を帯びている。偶然の感情=俳優の心に価値はないと言う。
そして彼は俳優を、役の感情を感じ共感しそれから批判出来なければならず、役に取り組む前にそれを遠くから眺め最小限の感情を選ぶべきだとする。そして、それを感じるのが少ないほど表情や身体に対する支配力がしっかりすると説く。彼はこれを”超人形”と呼んだ。
また彼は俳優が劇作家に対して犯しうる最大の違反が、セリフの省略や笑いの要素を入れることであると言う（例：シェイクスピアは原本では〇幕と〇場しか書いていない=演出家を侵害していない(舞台指示は後世の編集)）。
演劇には軍のような規律がいるものであり、俳優は演出家の指示を聞くだけの存在でないといけない。俳優は他の技能を勉強しない、もしそれをしたら演出家になってしまうと言う。

## 家族
父：エドワード・ウィリアム・ゴドウィン…建築家
母：エレン・テリー…女優
妻：エレナ